# Batalla de Ras al-Ayn
La batalla de Ras al-Ayn fue una batalla por el control de la ciudad de Ras al-Ayn (kurdo: Serêkanî), principalmente entre los separatistas kurdos y los grupos armados de la oposición siria, con la participación ocasional de las Fuerzas Armadas sirias.

## Batalla
El 8 de noviembre, la ELS atacaron posiciones del ejército sirio en Ras al-Ayn y posteriormente, un liberado video mostraba combatientes del ELS en control de la ciudad. Al-Kurdiya, corresponsal de noticias en el terreno también dijo que los kurdos locales ayudaron al ELS en el ataque. Según el periodista turco Mehmet Aksakal dos turcos han resultado heridos en la ciudad fronteriza de Ceylanpinar. También sugirió que los enfrentamientos pueden ser resultado de la insatisfacción creciente entre KNC y PYD. Sin embargo, otro activista kurdo afirmó que a pesar de que PYD tenían su brazo armado en la ciudad, que fue totalmente controlado por el gobierno y PYD no participó en los enfrentamientos. Unos 10 rebeldes y 20 soldados sirios murieron en los enfrentamientos, mientras que alrededor de 8000 residentes huyeron a Ceylanpinar como luchar rabió. 
El 10 de noviembre, con la ayuda de YPG milicianos kurdos locales irrumpieron en los últimos puestos de seguridad del gobierno y administrativos en las localidades de Al-Darbasiyah (kurdo: Dirbêsî) y Tamer Tel. Este ataque fue motivado por la violencia en Ras al-Ayn donde el ELS irrumpó en la ciudad debido a la presencia de las unidades de seguridad del gobierno. También quedan sólo 2 ciudades importantes en manos del gobierno de Al-Hasakah gobernación - Al-Hasakah y Qamishli. Al día siguiente, un ataque aéreo llevado a cabo en Ras al-Ayn por la Fuerza Aérea Siria mataron al menos a 16 personas en el ciudad. 
El 13 de noviembre, la milicia YPG expulsados resto de las unidades de seguridad de la ciudad de Al-Malikiyah (kurdo: Derika Hemko)., con el fin de evitar que el ELS tenga una excusa para lanzar un ataque como en Ras al-Ayn. El 14 de noviembre, combatientes de el ELS tomó el control de un puesto del ejército cerca de Ras al-Ayn, matando a 18 soldados con base allí. El 15 de noviembre, el ELS anunció que habían tomado el control total de Ras al-Ayn capturar o matar al sirio último que queda soldados apostados allí. Tampoco hubo ataques aéreos del gobierno en la ciudad por primera vez en los últimos 3 días, como las fuerzas del Gobierno parecía haber renunciado a tratar de recuperar la ciudad. 
El 19 de noviembre, el ELS lanzó un asalto contra un puesto de control PYD en Ras al-Ayn , que inicialmente dejó seis rebeldes muertos. Los rebeldes también asesinaron a Abed Jalil, presidente del consejo local kurdo PYD, cuando un francotirador le disparó muertos. Al día siguiente se informó por OSDH que el número de muertos en los enfrentamientos rebeldes PYD en la ciudad había llegado a 34 . 29 de los muertos eran miembros del rebelde islamista Al-Nusra frontal y el batallón Gharba al-Sham. Los otros cinco incluían cuatro combatientes kurdos y el funcionario kurdo. Los cuatro combatientes kurdos fueron ejecutados después de ser capturado por los rebeldes. El grupo activista de la oposición de la LCC, elevó el número de muertos a 46: 25 kurdos y 20 combatientes ELS y la oficial. Entre 11 y 35 combatientes kurdos y del ELS fueron capturados por ambos bandos. 
Como resultado de los combates, se ha producido una acumulación del número de fuerzas desplegadas por ambas partes en Ras al-Ayn. El 22 de noviembre, las fuerzas kurdas habían fortalecido sus números a cerca de 400 milicianos, que se enfrentaron 200 combatientes del Frente al-Nusra y 100 combatientes de Ghuraba al-Sham, apoyados por tres tanques del ejército sirio capturados. 
El 19 de noviembre, los miembros del Frente de al-Nusra y ghuraba al-Sham abrieron fuego contra un puesto de control YPG, lo que desató enfrentamientos en los que murieron decenas de personas, incluyendo a tres líderes rebeldes. Un activista kurdo declaró que la presencia de enemigos combatientes islamistas había enajenado locales kurdas. Tanto el Consejo Nacional Kurdo y comandante del ELS, el general Riad al-Assad condenó los enfrentamientos llamando «inútil e injustificable» a la presencia de combatientes rebeldes en la ciudad, y atribuyó la violencia a «algunos grupos que tratan de explotar la situación con el fin de explotar las relaciones entre kurdos y árabes», mientras que expresamente niega cualquier afiliación de Ghuraba al-Sham con el ELS. 
El 22 de noviembre, el OSDH informó que ocho miembros del Frente de al-Nusra y un luchador PYD murieron en combates en Ras al-Ayn. La lucha había cobrado unas 54 vidas hasta la fecha. Al día siguiente, sin embargo, una tenue dos días de alto el fuego anunciado entre combatientes kurdos y los militantes islamistas del Frente de al-Nusra y ghuraba a-Sham con el fin de determinar los términos de un posible acuerdo permanente entre las dos partes. Antes de este anuncio, el PYD afirmó que sus fuerzas habían matado a 25 rebeldes resultaron heridos 20 más, y destruyó tres vehículos. 
El 3 de diciembre, los ataques aéreos realizados por la Fuerza Aérea Siria contra una estación de policía y antigua oficina de correos en el barrio Mahatta mató e hirió a doce docenas más. Entre los muertos había seis kurdos, tres de ellos niños. Las ambulancias de Turquía llevó al menos 21 de los heridos a un hospital en la ciudad predominantemente kurda de Ceylanpinar través de la frontera. Turquía revueltos varios aviones de combate F-16 con base en Diyarbakir, en respuesta a los ataques.